# أنيليمة بيترسية
أنيليمة بيترسية (الاسم العلمي:Aneilema petersii) هي نوع من النباتات تتبع جنس الأنيليمة من الفصيلة الوعلانية. سمي هذا النوع نسبةً إلى عالم طبيعة الألماني فيلهلم بيترس.